# Аймард Корредор, Херардо Антонио
Херардо Антонио Аймард Корредор (исп. Gerardo Antonio Aymard Corredor или исп. Gerardo Aymard, 1959) — венесуэльский ботаник, профессор ботаники.        

## Биография
Аймард Корредор родился в 1959 году.
Он специализировался на структуре и составе растительных сообществ влажных тропических лесов, а также на протяжении интерречных площадей Чёрной реки и реки Ориноко на юго-западе Венесуэлы.
Херардо Антонио Аймард Корредор является профессором ботаники в Universidad Nacional Experimental de los Llanos Occidentales Ezequiel Zamora (UNELLEZ) и директором его гербария. Он является также представителем консультативного комитета.

## Научная деятельность
Херардо Антонио Аймард Корредор специализируется на семенных растениях.

## Некоторые публикации
- 1997. Forest diversity in the interfluvial zone of the Río Negro and Río Orinoco in Southwestern Venezuela. Tesis M.Sc. Universidad de Misuri, 67—85.
- Avilés, LE; F Ortega Mendoza, GA Aymard. 1983. Dinámica de las variaciones de la cobertura vegetal de la erosión en el piedemonde de Guanare. Universidad Nacional Experimental de los Llanos Occidentales Ezequiel Zamora. xxv + 73 pp. il. 1 mapa.
- Aymard, GA (ed.) 2001. Alexander Von Humboldt: homenaje al bicentenario de su llegada a tierras venezolanas. iii + 296 pp. il.
- Duno de Stefano, R; GA Aymard, O Huber (eds.) 2007. Catálogo anotado e ilustrado de la flora vascular de los llanos de Venezuela. Ed. FUDENA: Fundación Empresas Polar: FIBV. 738 pp. il. ISBN 980-379-157-5.